# Líbano en los Juegos Olímpicos de Calgary 1988
Líbano estuvo representado en los Juegos Olímpicos de Calgary 1988 por cuatro deportistas masculinos que compitieron en esquí alpino.
El equipo olímpico libanés no obtuvo ninguna medalla en estos Juegos.